# Споменик војводи Брани
Споменик војводи Брани у Шапцу, подигнут је 1. септембра 1908. године на Баиру, крај тадашњег Марвеног трга, као први јавни споменик у граду. Споменик је посвећен свим четницима изгинулим по Старој Србији и Македонији од 1904. до 1907. године у борбама против Турака и Бугара, а назван је по њиховом војводи.
Дуго година је био заборављен, поготово од 1945. године, због идеолошких разлика и помињања четничког покрета у позитивном контексту, био је зарастао у жбуње у нерепрезативном делу дворишта школе. Тек крајем 20. века је обновљен и на споменик постављена слика војводе Бране.
Данас се споменик посећује, полажу се венци и одржавају опела од стране друштвених и политичких организација и Српске православне цркве.

## Изглед споменика
Споменик има форму обелиска који се сужава ка врху и постављен је на степенасти постамент. Висина му износи 3,50 м. Израђен је од радаљског мермера и ограђен ланчаном оградом коју подржавају камени стубови. На предњој страни споменика налази се слика војводе Бране а на бочној страни текст:
Преко гробова светих – Слобода ниче! Жртвама овако, храбро палим, Срби се диче! Слава Вам Брано, Богдане, Лазо и други јунаци! Ваша имена ће вечно сјати к’о сунца зраци.
На споменику има уклесано око тридесет имена четника палих у борбама у тих првих неколико година четничке гериле, од којих су десетак били четничке војводе и забележена су имена места у којима су се одвијале борбе.